# Education Reform Act 1988
Education Reform Act 1988 var en parlamentsakt i Storbritannien, som infördes 1988. Med lagen infördes en enhetlig läroplan över hela Storbritannien.

### Fotnoter
1. ↑  ”The Education Reform Act 1988” (på engelska). Tees Local Safeguarding Children Board's Prodecures. 17 november 2011. Arkiverad från originalet den 10 november 2014. https://web.archive.org/web/20141110210945/http://www.teescpp.org.uk/education-reform-act-1988. Läst 6 september 2014.